# Jean Lugeon

Jean Lugeon (ca. 1950)

Jean-Frédéric Lugeon (* 4. August 1898 in Chevilly; † 21. Februar 1976 in Lausanne) war ein Schweizer Meteorologe.

## Leben
Jean Lugeon studierte Bauingenieurswesen an der École polytechnique fédérale de Lausanne und erhielt 1922 das Diplom als Bauingenieur. Im Jahr 1928 erfolgte seine Promotion an der ETH Zürich. Von 1940 bis 1968 war er Privatdozent für Meteorologie, ab 1948 Titularprofessor an der ETH Zürich. Lugeon konstruierte mit Guido Nobile den „Radiogoniographen zur Fernpeilung von Gewitterherden und zur Erforschung der Ionosphäre“ und „entwickelte neue Methoden der Wettervorhersage“. Er erhielt die Ehrendoktorwürde der Universität Warschau.